# António Florentim
Museu Nacional de Arte Antiga

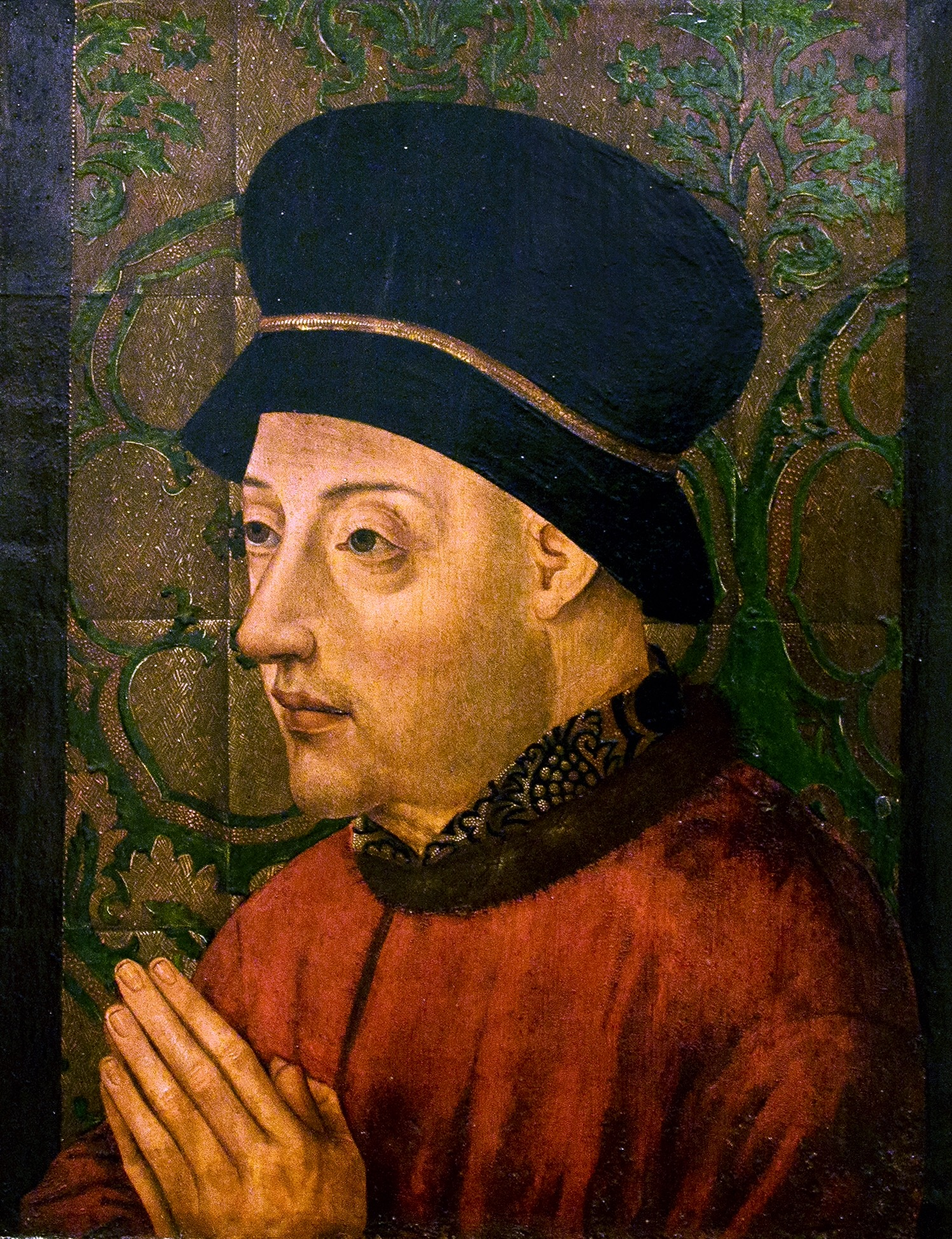
D. João I Museu Nacional de Arte Antiga

Pintor do século  XV, decerto florentino. Foi o primeiro pintor régio de D. João I e supõe-se que veio de Florença para Portugal a requerimento deste monarca. Exerceu as mesmas funções no reinado de D. Duarte, como consta da carta de privilégio que este lhe passou em Almeirim a 15.01.1435, confirmada por D. Afonso V a 02.07.1439. Seguia a maneira de Giotto, segundo diz Vasari. José de Figueiredo atribui-lhe o notável retrato da têmpera de D. João I, das colecções do Kunsthistorisches Museum, de Viena de Áustria, depois adquirida pelo Governo Português e pertencente ao Museu Nacional de Arte Antiga, e considera-o o iniciador da orientação naturalista da pintura portuguesa, cuja origem se encontraria nos frescos ducentistas galegos. A vinda para Portugal deste retrato de impressionante naturalismo permitiu o seu estudo directo e cuidadoso, que leva à convicção de se tratar de obra flamenga ou aflamengada de grande categoria. Joaquim de Vasconcelos, o primeiro português que dele nos dá notícia, bem como de dois outros da Infanta D. Leonor, filha de el-rei D. Duarte e depois imperatriz da Alemanha por seu casamento com Frederico III, todos então na Ambraser-Sammlung, pretendia, em 1877, que eram os três provavelmente obras portuguesas de Quatrocentos. A hipótese, embora bastante frágil, não é de todo de arredar; poderia tratar-se de obra de português aflamengado ou ainda de mestre flamengo aportuguesado, como Francisco Henriques, pois há nela, a par da análise penetrante e quase inexorável, notas de surda emoção de que os artistas de Flandres são geralmente avaros. No entanto, a hipótese da autoria flamenga é de todas a que parece mais próxima da verdade a Fernando de Pamplona.
José de Figueiredo atribui ainda a António Florentim a pintura a fresco ao gosto sienense do altar da Senhora da Rosa, na Igreja de São Francisco, no Porto. Trata-se dum trecho que resta da primitiva decoração mural quatrocentista do referido templo, Nele figura Nossa Senhora, de manto e auréola; com a mão esquerda, segura o Menino quase nu, e, com a direita, empunha uma rosa, pelo que lhe chamaram a Senhora da Rosa; diante dela, ajoelham uma mulher e um homem, este de barrete; há mais figuras, como São João Baptista, São João Evangelista e os doadores. A pintura encontra-se emoldurada em talha. Revelou-a, em 1910, José de Figueiredo, atribuindo-a logo ao pintor florentino, não só por causa do estilo como também da indumentária; com tal atribuição concordaram Bertaux e D. Elias Torno. A pintura encontra-se em mau estado, havendo sido repintada e retocada. Dela se ocupou também Aarão de Lacerda. Segundo Virgílio Correia, é possível que esta obra seja da autoria do português Álvaro di Petro, que, em meados do século XV, trabalhou em Volterra e Pisa; por outro lado, acha que pode ser aproximada das pinturas murais de Santa Maria de los Arcos de la Frontera, na Andaluzia (Espanha). O ilustre pintor fresquista Henrique Franco diz que não se trata dum fresco, mas sim de pintura a cola sobre muro. Acrescenta que a parte primitiva lembra Álvaro Pires de Évora e a sua Madona de Pisa, tendo pois certo carácter nacional, e que quanto existe nesta obra de florentino e constitui hoje a sua quase totalidade foi pintado em época posterior. Virgílio Correia escreveu a tal respeito uma monografia. O mesmo investigador entende que a atribuição a António Florentim do já citado retrato do Mestre de Avis carece de base. Segundo José de Figueiredo, António Florentim retratou também Nun'Álvares Pereira com o hábito de frade carmelita, obra que se perdeu no Terramoto de 1755 e de existe uma cópia, talvez feita pelo Mestre de São Bento, na Colecção Conde de Santiago, além de mais duas cópias no Paço de São Vicente e na Colecção Guerra Junqueiro, respectivamente.